# 共和国大統領 (イタリア)
イタリア共和国大統領（イタリアきょうわこくだいとうりょう、イタリア語: Presidente della Repubblica Italiana）は、イタリアの国家元首たる大統領。
1. イタリア共和国憲法制定以前 - 暫定国家元首（ざんていこっかげんしゅ、Capo provvisorio dello Stato）
2. イタリア共和国憲法制定以降 - イタリア共和国大統領（きょうわこくだいとうりょう、Presidente della Repubblica Italiana）。

## 概要
大統領は概ね象徴的な元首だが、議会解散権、首相任命権、軍隊指揮権などの非常時大権（議会や内閣の助言によらずに独自の判断で行使できる権限）を持っているのが特徴的である。
任期は7年で、再選については特に規定がない。在任中は反逆罪や憲法違反に該当しない限り、不逮捕特権が付与される。
退任後は特例がない限り、終身、名誉上院議員に就任できる資格が与えられる（イタリア共和国第54条）。

## 選出

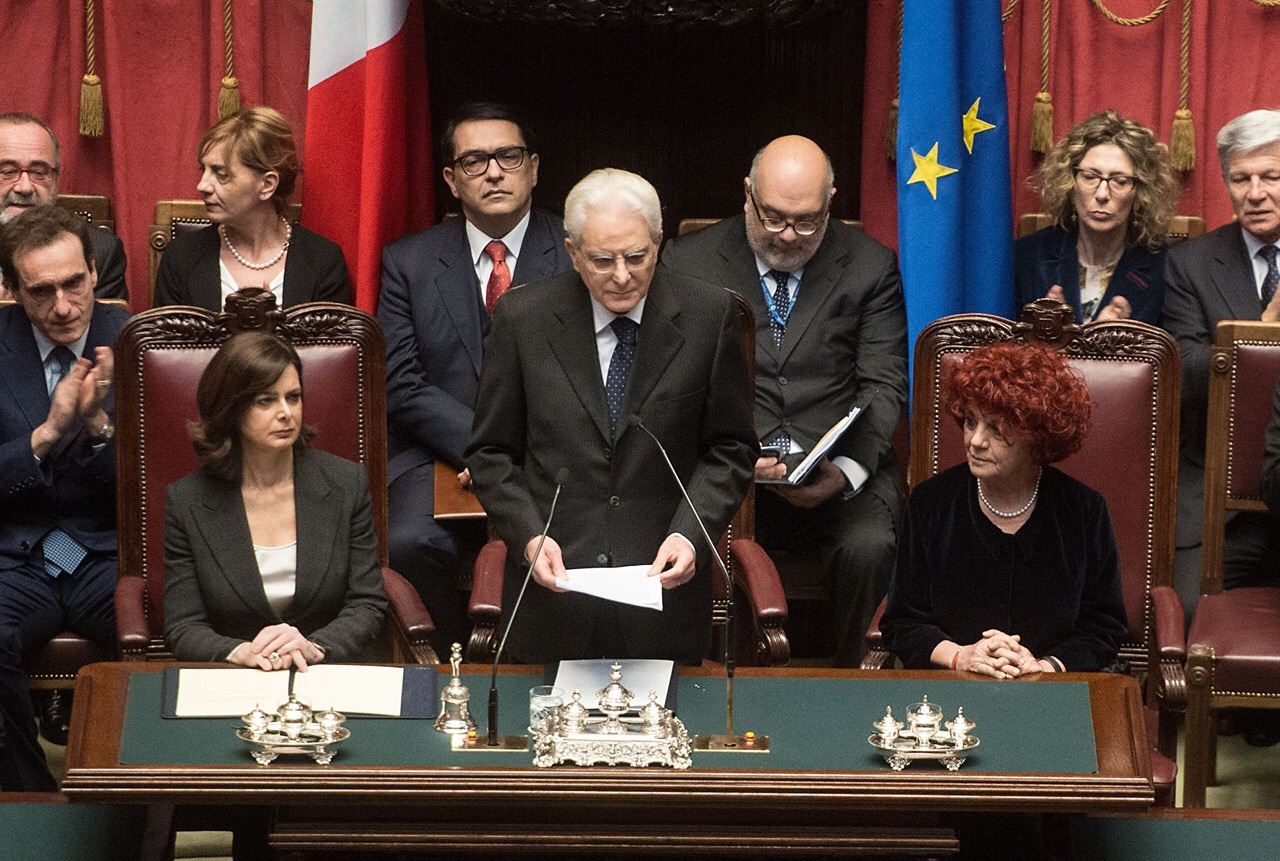
セルジョ・マッタレッラ大統領の就任演説（2015年）

大統領は、議会の上下両院合同会議において、全議員と各州議会から任命された選挙人による秘密投票で選出される。就任条件として50歳以上の国会議員である。
- 上院議員（200）
- 下院議員（400）
- 各州選挙人（58）※ 各州3名、ヴァッレ・ダオスタ州は1名

憲法の規定により、当選には3分の2の得票が必要である。しかし3回投票を行って当選者が決定しない場合は、4回目より単純過半数で当選者を決定する。
第10代カルロ・アツェリオ・チャンピまでは、いずれの大統領も1期7年限りで退任していた。第11代のジョルジョ・ナポリターノも高齢のため再選には否定的だったが、2013年の総選挙後に起こった長期にわたる政局の混迷から、後継の大統領候補がことごとく当選に必要な票を得ることができず、その結果不本意ながらも大統領に再選されるに至った。しかしナポリターノは1年8か月後、89歳の身にはもはや限界と2期目の任期途中で大統領を辞任している。

## 権限
大統領の権限は憲法により次のように規定されている。
- 第74条
  - 法律に署名する前に議会に再議を求めることができる。
- 第87条
  - 議会に教書を送る。
  - 議会議員の選挙を公示し、その招集の日を定める。
  - 政府提出の法律案の議会への提出を承認する。
  - 法律を審査し、法律の定める命令及び規則を制定する。
  - 憲法の定めるところにより国民投票を公示する。
  - 法律の定めるところにより国の官吏を任命する。
  - 外交使節に信任を与え、これを接受する。また議会の事前の承認を得て国際条約を批准する。
  - 軍隊を指揮し、法律の定めるところにより設置される最高国防会議を主宰する。また議会の承認を得て宣戦を布告する。
  - 最高司法会議（英語版）を主宰する
  - 恩赦及び減刑をおこなう
  - 栄典を授与する
- 第88条
  - それぞれの議院の議長の意見を聞いて、一方の議院を、または両議院を同時に解散することができる。

議会解散後、15日以内に大統領選挙が実施されなければならない。大統領選挙の実施期間は現大統領の職権が強化される。選挙で選出された新大統領は選出されると議会の開会日と共に就任する。
閣僚の任命も大統領自身の裁量で拒否できる。例として、2018年に欧州懐疑主義者であったパオロ・サヴォーナを経済財務大臣にジュゼッペ・コンテ首相候補が推薦したが、マッタレッラ大統領はサヴォーナが入閣するとユーロ離脱の可能性が高まるとして、サヴォーナの任命を拒否した。

## 継承順位

イタリア共和国大統領代行旗（暫定大統領となった上院議長が掲げる）

大統領が職務不能の際は、上院議長が一時的に代行となる。大統領選挙は欠員後3ヶ月以内に新大統領を選出しなければならない。大統領選挙は下院議長の主導の下、実施される。

## 大統領府
- 大統領府事務総長　- 事務総長は大統領から任命され、大統領の職権を輔弼する。
- 最高国防会議（イタリア語版） - 大統領が最高指揮権を行使する際に助言を与える機関。

大統領府で使用された公算は、2024年度で2240万ユーロである。

## 公邸
クイリナーレ宮殿が公邸となっているが、第3代大統領ジョヴァンニ・グロンキはクイリナーレ宮殿に入居することはなく、ナポリの別邸で私生活を送った。